# Edwin Craig
Pour les articles homonymes, voir Craig.
Edwin Craig est un acteur américain né le 10 juillet 1937 à Pulaski (Tennessee).

## Filmographie

### Cinéma
- 1973 : Don Angelo est mort : le soldat Fargo
- 1978 : Rabbit Test : un homme dans la foule
- 1982 : Comeback : Freak
- 1987 : Manières fortes : Scibillia
- 1988 : Qui veut la peau de Roger Rabbit : le cowboy arthritique
- 1988 : Hellraiser 2 : le patient en fauteuil roulant
- 1989 : Batman : Rotelli
- 1992 : The Runner : George Callington
- 1997 : Operation Dalmatian: The Big Adventure : le médecin
- 1997 : Confessions of a Lap Dancer : Abe
- 1998 : All About Sex : un membre du public
- 1999 : Not Quite an Angel : Hampton
- 2002 : The King : M. Big
- 2002 : Trance
- 2003 : Aquanoids : Frank Walsh
- 2005 : Alien Abduction : le directeur
- 2005 : In the Morning : Soran
- 2005 : A Clear View : Denis
- 2006 : Good Morning : John
- 2007 : Memories of My Melancholy Copy Machine : M. Lubbman
- 2007 : Lake Dead : Willard Lake et le grand-père
- 2007 : Brain Blockers : Dr Douglas Newton
- 2007 : The Short Cut
- 2008 : Wreck the Halls : Old Codger et M. Bloom
- 2008 : High Hop Harvey: Profile of an Unsung Champion : Harvey
- 2008 : 1936 : le seigneur
- 2009 : Fallen : Ray Watson
- 2012 : Look No More : Jack
- 2021 : Super Heroes: The Movie : Jimmy

### Télévision
- 1982 : Crisis Counselor (1 épisode)
- 1991 : Selling Hitler : William Broyles (2 épisodes)
- 2006 : Vanished : Sénateur Kerman (1 épisode)
- 2008 : Las Vegas : Bell Captain (1 épisode)
- 2012 : House of Lies : Eyebrows (2 épisodes)
- 2014-2019 : Henry Danger : grand-père Hart (2 épisodes)
- 2023 : High Desert : Dirk (1 épisode)